# Обществено осигуряване
Общественото осигуряване или още социално осигуряване е система, при която хората получават доходи или услуги, като резултат от принос към даден фонд или схема на застраховане. То обикновено покрива осигурителни рискове като напреднала възраст, инвалидност, а в някои страни също здравеопазване и безработица.

## Видове обществено осигуряване
Съществуват здравно и социално осигуряване, които се подсигуряват съответно от здравноосигурителни и пенсионноосигурителни системи.

## Общественоосигурителни модели
Политикоикономическите модели за обществено осигуряване са два основни - либерален и държавен. Изграждането на втория модел е детерминирано от възникването на понятието за социална държава. Съществуват и т.нар. смесени модели, но това са по-скоро модификации между двата основни модела или такива с участието на трети пенсионносигурителни лица, примерно частни фондове, корпорации или други субекти.

## Социално осигуряване в България
В Република България системата за социална сигурност обхваща:
- обществено осигуряване по Кодекса за социално осигуряване, който предвижда
  - държавно обществено осигуряване за всички лица и
  - допълнително социално осигуряване,

които компенсират загубата на доход или издръжка при
  - краткосрочното обществено осигуряване чрез обезщетения (напр. „болнични“ от НОИ вместо надница от работодателя при отпуск по болест), а при
  - дългосрочното обществено осигуряване чрез пенсии.
- здравно осигуряване [1] по едноименния закон, по което се заплащат разходи за лечение.

В България задължителното обществено осигуряване се осъществява по силата на закон посредством държавни монополни структури - НОИ и НЗОК.

### Социална сигурност
На 30 май 2008 г. XL народно събрание приема със закон за ратифициране (а от 15 юни същата година е в сила за Република България) Конвенция № 102 на Международната организация на труда за социална сигурност (минимални стандарти) от 1952 г. Социална сигурност по смисъла на конвенцията означава полагане на постоянни усилия от страна на държавата, за да покрие неблагоприятните последици от настъпването на осигурителните събития, които се определят като „социални рискове“ по смисъла на конвенцията. Тези усилия могат да се изразяват в провеждането на различни политики, които обаче да доведат до целения резултат по изискването на конвенцията - социална сигурност адресирана към потребителя на осигурителното право.
Конвенция № 102 покрива деветте основни групи обезщетения:
1. за медицински грижи;
2. при болест;
3. за безработица;
4. за старост;
5. при трудова злополука;
6. семейни;
7. при бременност и раждане;
8. за инвалидност и
9. при смърт (наследствени).

### Осигурителни рискове
Държавното обществено осигуряване покрива следните осигурителни рискове:
1. общо заболяване;
2. трудова злополука;
3. професионална болест;
4. майчинство;
5. безработица;
6. старост и
7. смърт.

### Принципи на осигуряването
1. задължителност и всеобщност на осигуряването;
2. солидарност на осигурените лица;
3. равнопоставеност на осигурените лица;
4. социален диалог при управлението на осигурителната система;
5. фондова организация на осигурителните средства.